# 梅内特吕昂茹
梅内特吕昂茹（法語：Menétrux-en-Joux，亦作，法語發音：[menetʁy ɑ̃ ʒu]）是法国汝拉省的一个市镇，属于隆斯勒索涅区。

## 地理
梅内特吕昂茹（46°37'27"N, 5°49'43"E）面积8.78 平方千米，位于法国勃艮第-弗朗什-孔泰大區汝拉省，该省份为法国东部内陆省份，北起上索恩省，西北接科多尔省，西临索恩-卢瓦尔省，南至安省，东与杜省和瑞士接壤。
与梅内特吕昂茹接壤的市镇（或旧市镇、城区）包括：松热松、邦略、德讷济耶尔、杜西耶、勒弗拉努瓦、索若。
梅内特吕昂茹的时区为UTC+01:00、UTC+02:00（夏令时）。

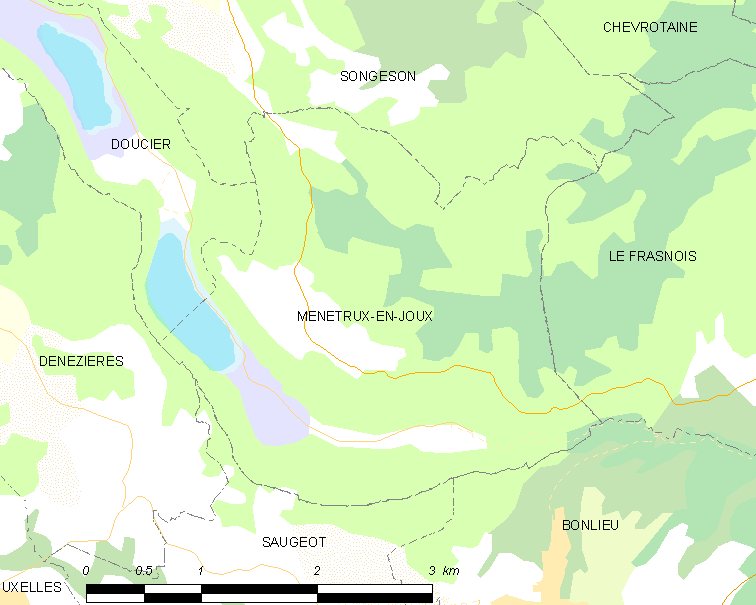
梅内特吕昂茹的OSM定位图

## 行政
梅内特吕昂茹的邮政编码为39130，INSEE市镇编码为39322。

## 政治
梅内特吕昂茹所属的省级选区为圣洛朗昂格朗沃县。

## 人口

1962-2008年间梅内特吕昂茹人口变化图示

梅内特吕昂茹于2022年1月1日时的人口数量为74人。